# Joy of Missing Out
Joy of Missing Out (dt. Freude am Verpassen, Akronym JOMO) beschreibt eine Form der Freude, die durch unterbrochene Verbindung zu digitalen Technologien, wie Computer, Smartphone, Tablets etc. auftritt. Diese Theorie vertritt die Gegenposition zu „FOMO“ (englisch Fear of missing out), die sich mit der Angst beschäftigt, für den Nutzer relevante Ereignisse auf jeglichen modernen Plattformen zu verpassen. JOMO kann durch jeweiligen Kontext unterschiedlich stark hervorgerufen werden.

## Kontextabhängigkeit
Häufig wollen Menschen sich von ihren modernen Technologien abwenden, jedoch ist dies meistens erfolglos. Folglich zeichnen sich 4 Bereiche ab, die JOMO bedingen:
1. Gezwungene und Langzeit-Diskonnektion – Beispielsweise Dritte-Welt-Länder mit schlecht ausgebauten Verbindungsnetzen
2. Gezwungene und Kurzzeit-Diskonnektion – Beispielsweise Stromausfall oder keine WLAN-Verbindung verfügbar
3. Freiwillige und Langzeit-Diskonnektion – Veränderung des Lebensstils
4. Freiwillige und Kurzzeit-Diskonnektion – Urlaub, Wochenende, Essen mit Freunden

Die beste Variante, JOMO zu erreichen, ist die Anwendung des 4. Bereichs, also die eigene Entscheidung, sich aus der ständigen Konnektivität auszuklinken. Durch beispielsweise eigene Reflexion des Gebrauchs von digitalen Endgeräten kann exzessive Nutzung erkannt und ihr entgegengewirkt werden. Auch sollte Selbstbeherrschung eine Rolle spielen, um Versuchungen, wie das sinnlose „Scrollen“ durch Apps, zu widerstehen.
Durch die teilweise Diskonnektion kann die Freude an der Abwesenheit von digitalen sozialen Netzwerken erlebt werden.